# 拉勞斯區
12°20′48″S 75°47′08″W / 12.3468°S 75.7856°W

拉勞斯區（西班牙語：Distrito de Laraos），是秘魯的一個區，位於該國中南部利馬大區的堯約斯省，面積403.8平方公里，海拔高度3,563米，2005年人口855，人口密度每平方公里2.1人。